# Cathédrale Notre-Dame-de-l'Assomption de Coire
Pour les articles homonymes, voir Cathédrale Notre-Dame-de-l'Assomption.
La cathédrale Notre-Dame-de-l'Assomption de Coire, appelée en allemand Kathedrale St. Mariä Himmelfahrt, est la cathédrale du diocèse de Coire en Suisse ; cette église catholique est située dans le quartier du Hof, dans la vieille ville de Coire.

## Histoire
Le diocèse de Coire a été érigé au IVe siècle sur le territoire de l'ancienne Rhétie. Un évêque y est mentionné dès l'année 451 ; les historiens font donc remonter la construction de la première cathédrale autour de l'an 450. Ce diocèse, originaire de Milan s'est séparé en 831 de l'archevêché de Mayence et s'est développé jusqu'en 1803.
Au fil du temps, les évêques de Coire ont pu consolider leur pouvoir féodal. Dès le XIIe siècle, ils ont obtenu le rang de princes et ont permis un important développement de la ville de Coire. Ce développement se traduit en particulier par la construction de la cathédrale de style roman, qui est consacrée le 19 juin 1272.
À l'introduction de la Réforme protestante en 1524 la cour épiscopale devint politiquement et religieusement une l'enclave ; ce statut spécial de territoire indépendant et purement épiscopal a été conservé lors de la rédaction de la première constitution cantonale de 1854. Ce n'est qu'en 1854, à la suite de l'afflux de nouveaux habitants catholiques que la cathédrale redevient une église ouverte à la population.
Durant son histoire, la cathédrale a connu de nombreux travaux. C'est en particulier le cas en 1811 à la suite d'un incendie, entre 1921 et 1926, puis encore entre 2001 et 2007 avec une restauration complète qui aura coûté plus de 22 millions de francs.
L'église, de même que son musée, est inscrite comme bien culturel d'importance nationale.
Véritable sanctuaire, la crypte s'ouvre directement sur la nef, elle est située sous le chœur. Elle est munie de barres de bronze un peu coudées pour aménager un vestibule voûté réservé à la méditation du chrétien. La puissante voûte de cette crypte est surbaissée et soutenue par un pilier portant à sa base une statue d'un lion accroupi portant un cavalier sur son dos (ensemble datant de 1220 environ). Ce vaste vestibule mène, derrière une grille, au fameux autel de la crypte, lequel date de 1440. Cet autel, particulièrement beau, abrite des reliques de Saint Fidèle de Sigmaringen. Cet autel représente, au centre, le couronnement de Marie (époque gothique). 